# Peso argentin (1983-1985)
Le peso argentin a été la monnaie de la République argentine du 1er juin 1983 au 14 juin 1985, date à laquelle il a été remplacé par l'austral. Il était libellé en 100 centavos, portait le symbole $a et le code ISO 4217 était ARP.
Sa courte validité (deux ans seulement), due à l'inflation persistante et endémique en Argentine, en a fait la monnaie la plus éphémère de l'histoire du pays.

## Histoire
Le peso argentin a été créé par la loi 22 707 du 6 janvier 1983 et a remplacé le peso par la loi 18 188. Ce changement de monnaie a été opéré pour lutter contre la forte et prolongée inflation argentine qui freinait l'économie pendant le processus de réorganisation nationale sous la dictature de Bignone. Ainsi, chaque peso argentin équivalait à 10 000 pesos en vertu de la loi 18 188 et, contrairement au changement monétaire précédent, les billets n'étaient pas re-scellés. L'inflation a continué d'augmenter entre 1983 et 1985, et en 1985, le peso argentin a été remplacé par une nouvelle monnaie, l'austral. Lorsque l'austral a remplacé le peso argentin, chaque austral équivalait à 1 000 pesos argentins.